# Gandarie

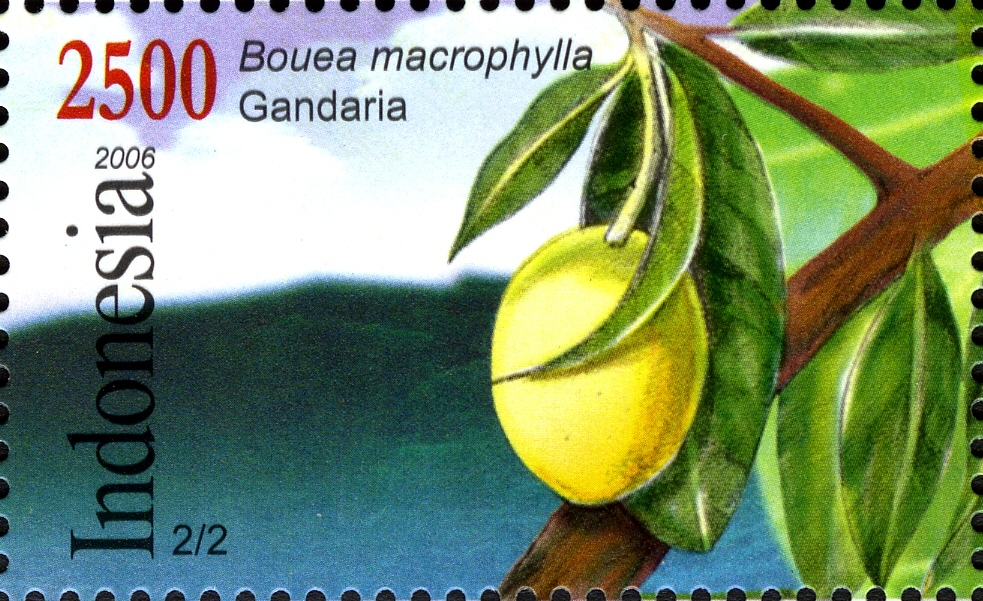
Gandarie Bouea macrophylla na indonéské známce

Gandarie (Bouea) je rod rostlin z čeledi ledvinovníkovité. Jsou to stálezelené stromy s jednoduchými vstřícnými listy a drobnými květy v latovitých květenstvích. Plodem je peckovice. Rod zahrnuje 3 druhy, rostoucí v nížinných tropických deštných lesích jižní a jihovýchodní Asie. Druh Bouea macrophylla poskytuje chutné ovoce, známé jako gandarie. Trvanlivé dřevo Bouea oppositifolia se používá zejména na stavbu domů a v truhlářství.

## Popis
Gandarie jsou stálezelené, malé až středně velké stromy, dorůstající výšky do 36 metrů. Listy jsou vstřícné, což je v rámci čeledi neobvyklý jev, jednoduché, křižmostojné, řapíkaté. Větévky jsou slabě čtyřhranné a při uzlinách zploštělé. Květy jsou samčí a oboupohlavné, stopkaté, tří až pětičetné, uspořádané v úžlabních latách. Stopky květů nejsou článkované. Koruna je bílá, zelenavá nebo žlutá, korunní lístky jsou podél středové žilky kýlnaté. Počet tyčinek odpovídá počtu korunních lístků. V květech je drobný plochý nebo konkávní disk. Semeník je pseudomonomerní, s krátkou čnělkou. Plodem je žlutá, oranžová nebo červená, kulovitá až elipsoidní peckovice s dužnatým mezokarpem a vláknitým endokarpem.

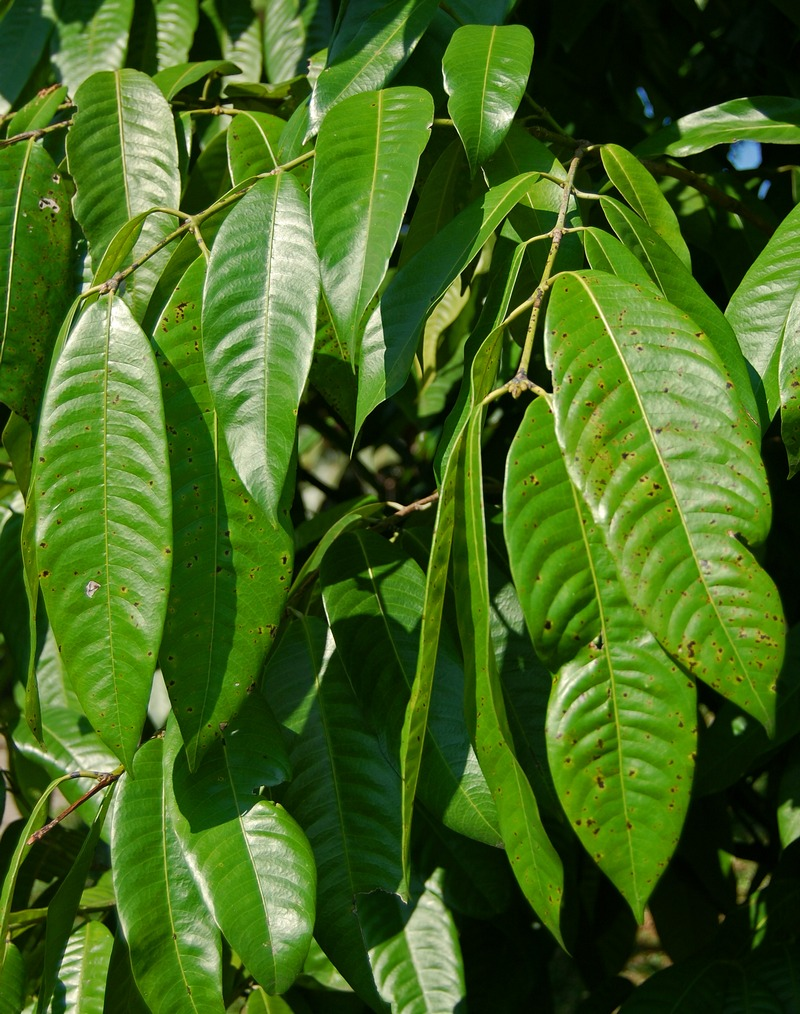
Listy Bouea macrophylla
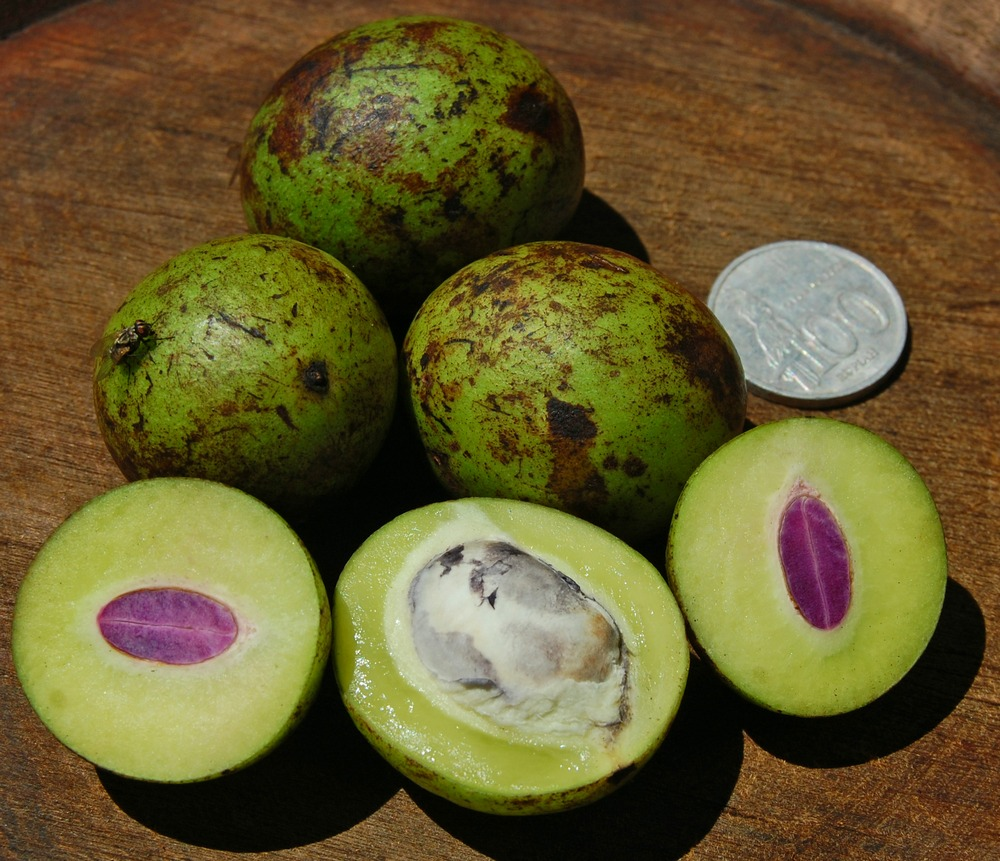
Plody Bouea macrophylla

## Rozšíření
Rod gandarie zahrnuje 3 druhy, rozšířené výhradně v tropické Asii od severovýchodní Indie a jižní Číny po Borneo a Jávu. Největší areál, téměř se překrývající s areálem celého rodu, má druh Bouea oppositifolia. Druh Bouea macrophylla je rozšířen v oblasti od jižního Thajska po Jávu a vyskytuje se i na Andamanech. Bouea poilanei je endemit Vietnamu.
Gandarie rostou v nížinných tropických deštných lesích v nadmořských výškách zpravidla do 300 metrů, řidčeji výše.
Bouea oppositifolia roste v nenarušených smíšených dvojkřídláčových lesích, rašelinných lesích i písčitých pobřežních lesích.
Bouea macrophylla prospívá na lehkých, dobře propustných, nepodmáčených, výživných půdách.

## Taxonomie
Rod Buchanania je v rámci čeledi Anacardiaceae řazen do podčeledi Anacardioideae a tribu Anacardieae. Nejblíže příbuzným rodem je podle výsledků molekulárních studií rod Mangifera (mangovník). Další blízce příbuzné rody jsou Gluta (černotok), Fegimanra a Anacardium (ledvinovník).

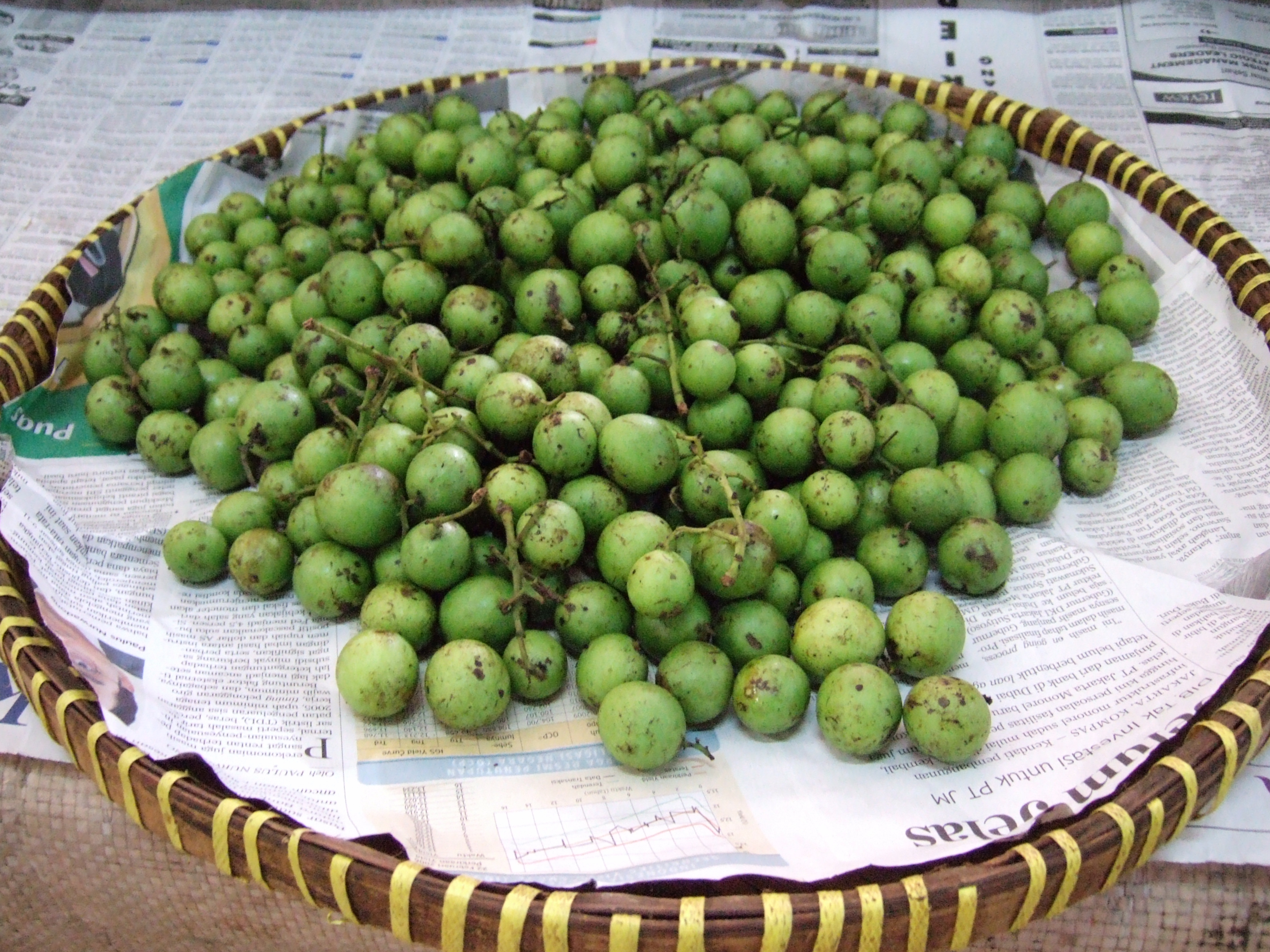
Mladé plody Bouea macrophylla

## Význam
Gandarie Bouea macrophylla je méně známý, ale ceněný ovocný strom, pěstovaný zejména v nížinách tropické Asie. Zralé plody, známé jako gandarie (či gandárie), mají kyselou až nasládlou chuť a příjemnou sladkou vůni. Jedí se syrové, dušené ebo jako součást čatní. Připravuje se z nich také excelentní kompot nebo osvěžující nápoje. Nezralé plody slouží k výrobě kořenící pasty (sambal) a přidávají se do pokrmů, např. do kari omáček. Mladé listy se jedí s rýží nebo se z nich připravují saláty.
Rovněž plody Bouea oppositifolia jsou jedlé. Konzumují se přímo zelené nebo zralé, přidávají se jako zelenina do čatní nebo slouží k výrobě džemů. Mají příjemnou, kyselou chuť.
Obklady z listů Bouea macrophylla se aplikují při bolestech hlavy. Šťáva z listů slouží jako kloktadlo při kandidóze.
Dřevo Bouea oppositifolia je světle až tmavě hnědé, tvrdé a trvanlivé, má lehce řídkou, pravidelnou strukturu. Jádrové dřevo není jasně oddělené od běli. Používá se zejména na stavby domů a v truhlářství. Na Malajském poloostrově z něj vyrábějí i dýmky. V Malajsii je známo pod názvem kundang. Stromy mají husté koruny a jsou vysazovány podél cest jako stínící stromy.
Dřevo B. macrophylla je méně kvalitní a nemá velký význam. Slouží zejména ke stavbě různých lehčích konstrukcí. V Malajsii se z něj vyrábějí pochvy na tradiční zvlněné dýky (krisy) a různé umělecké a řemeslné předměty.